# Stephan Jenkins
Pour les articles homonymes, voir Jenkins.
Stephan Douglas Jenkins (né le 27 septembre 1964 à Oakland, Californie, États-Unis) est un chanteur et un acteur américain. Il est connu actuellement comme le chanteur principal, compositeur et guitariste du groupe Third Eye Blind (3EB).

## Biographie
Il a grandi à Palo Alto, en Californie.
Diplômé en 1987 de l'Université de Californie à Berkeley, d'un BA de littérature anglaise.
Pendant un temps membre du duo de rap Puck & Natty.
Ancien petit ami de Charlize Theron (janvier 1998 - juillet 2001).
Il a été en couple avec Vanessa Carlton d'août 2002 a 2007, dont il a produit aussi le second album Harmonium (2004), contribuant aux paroles de "White Houses".

### Chanteur principal de Third Eye Blind
Sous sa direction, le groupe a vendu plus de 8 millions de copies de leurs trois albums Third Eye Blind (1997), Blue (1999), et Out of the Vein (2003).
C'est lui qui a écrit (avec des collaborateurs) les meilleurs succès du groupe, par exemple "Semi-Charmed Life", "Jumper", "How’s it Gonna Be", "Losing a Whole Year", "Graduate", "Deep Inside of You", "Never Let You Go" et "Blinded".

## Filmographie

### Acteur
- Saturday Night Live série TV
  - Épisode #23.17 (1998) (comme Third Eye Blind) : invité musical
- Rock Star (2001) : Bradley - chanteur principal, Black Babylon
- Manipulation perverse (Art of Revenge) (2003) : Matthew Kane
- Mes plus belles années (American Dreams, série TV)
  - épisode : Crossing the Line (2003) : The Kinks
  - épisode : Down the Shore (2003) : The Kinks

### Musique de film
- She's So Lovely (1997) (compositeur de "Semi-Charmed Life")
- Sexcrimes (1998) (compositeur de "Semi-Charmed Life")
- Big Party (Can't Hardly Wait, 1998) (compositeur de "Graduate", "London") (producteur de "Graduate")
- American Boys (Varsity Blues, 1999) (compositeur de "Horror Show")
- Le Corrupteur (The Corruptor, 1999) (compositeur de "I Want You", "Losing a Whole Year (Remix - Strings Up)", "The Background")
- American Pie (1999) (compositeur de "New Girl", "Semi-Charmed Life")
- Fous d'Irène (Me, Myself & Irene, 2000) (compositeur de "Deep Inside Of You")
- Chevalier (A Knight's Tale, 2001) (compositeur de  "Eye Conqueror")
- Top chronos (Clockstoppers, 2002) (chanson "Never Let You Go")
- Sept Ans de séduction (A Lot Like Love, 2005) (compositeur de "Semi-Charmed Life")
- Yes Man  (Yes Man, 2008) (chanson "Jumper")

## Discographie
- Third Eye Blind (1997)
- Blue (1999)
- Out of the Vein (2003).
- Ursa Major (2009).